# Keisuke Watabe
Keisuke Watabe (渡部圭祐, Watabe Keisuke) (...) è un animatore e character designer giapponese.
Fra le sue opere si segnalano i ruoli di animatore per il primo episodio di La rivoluzione di Utena e curatore delle opening di Blue Exorcist e Fate/stay night.